# 922 (číslo)
Devět set dvacet dva je přirozené číslo. Římskými číslicemi se zapisuje CMXXII a řeckými číslicemi ϡκβ´. Následuje po čísle devět set dvacet jedna a předchází číslu devět set dvacet tři.

## Matematika
922 je:
- Deficientní číslo
- Složené číslo
- Poloprvočíslo
- Nešťastné číslo

## Astronomie
- (922) Schlutia je planetka hlavního pásu, kterou objevil v roce 1919 Karl Wilhelm Reinmuth
- NGC 922 je spirální galaxie s příčkou v souhvězdí Pece

## Roky
- 922
- 922 př. n. l.